# Богатыри (Ленинградская область)
Богатыри (до 1948 года Хиивонен, Коверила, фин. Hiivonen, Koverila) — посёлок в  Севастьяновском сельском поселении Приозерского района Ленинградской области.

## Название
Название Хиивонен образовано от антропонима.
По постановлению общего собрания колхозников колхоза «Муромец» зимой 1948 года деревне Хиивонен было дано новое название — Красная Горка. В июле 1948 года по рекомендации комиссии по переименованию собрание колхозников вторично изменило название деревни на Богатыри. Окончательно переименование было закреплено указом Президиума ВС РСФСР от 13 января 1949 года.

## История
- Деревня Коверила на финской карте 1923 года

До 1939 года деревня Хиивонен входила в состав волости Каукола Выборгской губернии Финляндской республики. 
С 1 января 1940 года в составе Карело-Финской ССР.
С 1 августа 1941 года по 31 июля 1944 года финская оккупация.
С 1 ноября 1944 года в составе Сепянъярвского сельсовета Кексгольмского района.
С 1 октября 1948 года в составе Севастьяновского сельсовета Приозерского района.
С 1 января 1949 года учитывается как деревня Богатыри. После укрупнения хозяйства в состав деревни вошли селения Коверила и Рами.
С 1 июня 1954 года в составе Богатырёвского сельсовета.
С 1 февраля 1963 года — в составе Выборгского района.
С 1 января 1965 года — вновь в составе Приозерского района. В 1965 году деревня насчитывала 279 жителей. 
По данным 1966 года посёлок Богатыри входил в состав Богатырёвского сельсовета и являлся его административным центром.
По данным 1973 года посёлок Богатыри входил в состав Богатырёвского сельсовета, административным центром сельсовета являлся посёлок Севастьяново.
По данным 1990 года посёлок Богатыри входил в состав Богатырёвского сельсовета, административным центром сельсовета являлся посёлок Степанянское.
В 1997 году в посёлке Богатыри Богатырёвской волости проживали 72 человека, в 2002 году — 75 человек (русские — 81 %), административным центром сельсовета также являлся посёлок Степанянское.
В 2007 году в посёлке Богатыри Севастьяновского СП проживали 53 человека, в 2010 году — проживали 58 человек.

## География
Посёлок расположен в северной части района на автодороге 41К-153 (Сапёрное — Кузнечное).
Расстояние до административного центра поселения — 7 км.
Расстояние до ближайшей железнодорожной станции Кузнечное — 4 км. 
Посёлок находится на северном берегу Богатырского озера.

## Улицы
Береговая, Кооперации, Озёрная, Остров Лисий, Школьная.